# Кетовский район
Кето́вский район — административно-территориальная единица (район) в Курганской области России. В рамках организации местного самоуправления в границах района существует муниципальное образование Кетовский муниципальный округ (с 2004 до 2022 гг. — муниципальный район).
Административный центр — село Кетово.

## География
Район расположен в центральной части Курганской области, со всех сторон окружая областной центр Курган (за исключением небольшого участка в восточной части, где город граничит с Варгашинским районом). Граничит с Белозерским, Варгашинским, Половинским, Притобольным, Куртамышским, Юргамышским, Каргапольским районами области.

## История
Процесс заселения района активно начался в 40-е годы XVII столетия.
После основания слободы Царево Городище начинается активная деятельность русских переселенцев по осваиванию новых земель в этом районе. Если брать за точку отсчёта 1662 год — это село Введенское в 1681, затем Предеино в 1683 году и село Бараба в 1688 году. Сразу же начинается активный процесс селообразования. В одном из документов сказано: «Из слободы Царево Городище крестьяне, драгуны и бобыли выехали на новые места вниз по Тоболу и образовали деревни». Этот документ яркое подтверждение тому, что после основания слобода начинает выполнять роль своеобразного административного центра, из которого начинают формироваться новые деревни и села. Уходя из слободы, крестьяне и драгуны брали разрешение на то, что бы основать новую деревню или село. Нередко один человек основывал два и более населённых пунктов. Думая о месте основания нового места жительства, они должны были решать сразу же несколько сложных задач. Прежде всего, селение должно было быть удобно для жизни и безопасно от набегов кочевников, удобным для земледелия и близко от водоёмов. Существовала большая опасность со стороны башкир, которые совершали частые набеги на места поселения. Поэтому первые деревни основывались, как правило, близ слободы или острога, чтобы уменьшить нависшую над ними опасность нападения.
Села Среднего Притоболья заселялись не по концентрической траектории, а иным способом, в несколько этапов. Первоначальный этап расселения проходил в период 1660—1670 гг., когда расселение шло по берегу Тобола в очень узких территориальных границах. В это время возникали следующие населённые пункты: Кормацкая, Черемухова, Царево Городище, Смолина, Шкодинское, Белоярское.
Второй этап 1680—1690 гг., когда расселение шло по притокам рек Юргамыш и Чёрная. То есть происходило расширение границ заселения. В это время основываются поселения: Голишева и Меньшикова по Юргамышу; по реке Чёрная Большое Чаусово, Силкова, Введенское, а по Тоболу образовываются Бараба, Арбинская, Симонова, Падеринское.
Третий этап 1710—1730 годы, когда происходит расширение этих территорий и идёт образование новых сел и деревень в основном по Тоболу: Нижняя Утяка, Кетова, Первухина, Галкина, Шевелева, Красильникова, Сизикова, Чинеева. В 1730—1740 годы продолжилось освоение старых территорий.
Четвёртый этап 1750—1760 годы — новая волна расселения и образования новых населённых пунктов, но уже на значительном отдалении от Тобола на правом и левом берегах. Деревни основываются не по берегам, а на значительном отдалении от Тобола: Шмакова, Галаева, Челнокова, Пименовка, Сычёва, Логовушка по левому берегу Тобола; по правому берегу: Митина, Лесникова, Колесникова, Шепоткова, Малое Чусовое, Галкина, Колташева, Грачева, Кривина.
Пятый этап 1770—1780 годы: появляются 14населённые пункты в пределах освоенной полосы Крутали, Воронова, Новое Лушниково, Глинки.

### 1923—1926 годы
На основании постановлений ВЦИК от 3 ноября и 12 ноября 1923 года в составе Курганского округа Уральской области образован Чаусовский район с центром в городе Кургане из Введенской, Мало-Чаусовской, Падеринской, Черемуховской, Чесноковской и части Сычёвской волостей Курганского уезда Челябинской губернии. В состав района вошло 26 сельсоветов: Барашковский, Беспаловский, Большечаусовский, Введенский, Галкинский-1, Галкинский-2, Зайковский, Кетовский, Колташевский, Коробейниковский, Крутальский, Курганский, Лукинский, Малочаусовский, Нижнеутятский, Новосидоровский, Падеринский, Пименовский, Рябковский, Смолинский, Станичновский, Сычёвский, Черемуховский, Чесноковский, Шепотковский, Шкодинский.
Постановлением Президиума Уралоблисполкома от 15 сентября 1926 года Чаусовский район переименован в Курганский район.

### 1926—1963 годы
Постановлением ВЦИК от 4 ноября 1926 года утверждён Курганский район.
Постановлением Курганского окрисполкома от 27 декабря 1927 года Коробейниковский сельсовет переименован в Колесниковский сельсовет.
Постановлением ВЦИК от 10 июня 1931 года в район переданы все сельсоветы упразднённого Утятского района: Анчутинский, Барабинский, Галишевский, Камышевский-1, Камышевский-2, Ключевской, Колесниковский, Лебяжьевский, Менщиковский, Митинский, Нагорский, Патраковский, Раковский, Сосновский, Степновский, Темляковский, Утятский, Шмаковский.
Постановлением ВЦИК от 1 января 1932 года в район переданы сельсоветы упразднённого Варгашинского района: Варгашинский, Дубровинский, Дундинский, Кабаньевский, Лихачевский, Марковский, Саламатовский, Спорновский, Строевский и Сычёвский. В Куртамышский район переданы: сельсоветы Камышевский-1, Ключевской, Колесниковский, Лебяжьевский, Сосновский и Степновский.
Постановлением ВЦИК от 17 января 1934 года район включен в состав Челябинской области.
Постановлением ВЦИК от 18 января 1935 года во вновь образованный Варгашинский район переданы: Барашковский, Варгашинский, Дубровинский, Дундинский, Кабаньевский, Лихачевский, Марковский, Саламатовский, Спорновский, Станичновский, Строевский и Сычёвский-2 сельсоветы; во вновь образованный Глядянский район переданы: Камышевский-2, Митинский, Нагорский, Патраковский и Утятский сельсоветы.
Указом Президиума Верховного Совета РСФСР от 29 июня 1940 года город Курган преобразован в город областного подчинения.
Указом Президиума Верховного Совета РСФСР от 6 июня 1941 года упразднён Галкинский-1 сельсовет.
Указом Президиума Верховного Совета СССР от 6 февраля 1943 года район включён в состав Курганской области.
Указом Президиума Верховного Совета РСФСР от 12 февраля 1944 года Малочаусовский и Рябковский сельсоветы вошли в черту города Кургана.
Указом Президиума Верховного Совета РСФСР от 15 февраля 1944 года во вновь образованный Кетовский район переданы: Анчутинский, Барабинский, Беспаловский, Галкинский, Глинский, Кетовский, Колесниковский, Колташевский, Лукинский, Падеринский, Темляковский, Шепотковский, Шкодинский сельсоветы.
Решением Курганского облисполкома от 18 июля 1944 года образован Просветский сельсовет. Постановлением Секретариата Президиума Верховного Совета РСФСР от 27 ноября 1947 года Просветский сельсовет включён в учётные данные по РСФСР.
Решением Курганского облисполкома от 2 апреля 1949 года административный центр Курганского района перенесён из города Курган а в село Введенское.
Указом Президиума Верховного Совета РСФСР от 5 октября 1949 года п. Нечаевка перечислен из Курганского района в состав Кетовского района.
Указом Президиума Верховного Совета РСФСР от 14 июня 1954 года упразднены Галишевский, Зайковский, Крутальский, Курганский, Нижнеутятский и Новосидоровский сельсоветы.
Указом Президиума Верховного Совета РСФСР от 25 августа 1955 года образован Чашинский сельсовет.
Указом Президиума Верховного Совета РСФСР 4 ноября 1959 года в район переданы все сельсоветы упразднённого Кетовского района: Барабинский, Беспаловский, Глинский, Кетовский, Колесниковский, Колташевский, Конезаводской и Падеринский; административный центр Курганского района перенесён из села Введенского в село Кетово.
Решением Курганского облисполкома от 28 мая 1960 года упразднены Беспаловский, Черемуховский и Чесноковский сельсоветы.

### 1963—1964 годы
Указом Президиума Верховного Совета РСФСР от 1 февраля 1963 года образован укрупнённый Курганский сельский район с центром в с. Кетово. В его состав вошли сельсоветы: Барабинский, Березовский, Большечаусовский, Верхнеалабугский, Введенский, Гладковский, Глинский, Глядянский, Давыдовский, Звериноголовский, Кетовский, Колесниковский, Колташевский, Конезаводской, Красногорский, Медвежьевский, Межборский, Менщиковский, Митинский, Обуховский, Островской, Отряд-Алабугский, Падеринский, Пименовский, Плотниковский, Притобольный, Просветский, Раковский, Раскатихинский, Сычёвский, Утятский, Чашинский, Чинеевский, Шмаковский, Ялымский, Ярославский.

### 1964 год
Указом Президиума Верховного Совета РСФСР от 3 марта 1964 года Курганский сельский район переименован в Кетовский сельский район; в состав вновь образованного Глядянского сельского района переданы сельсоветы: Березовский, Введенский, Гладковский, Глядянский, Давыдовский, Звериноголовский, Красногорский, Межборский, Митинский, Обуховский, Отряд-Алабугский, Плотниковский, Притобольный, Раскатихинский, Утятский, Ялымский, Ярославский; в состав вновь образованного Мишкинского сельского района переданы сельсоветы: Медвежьевский, Островской, Чинеевский. В Кетовский район переданы сельсоветы бывшего Белозерского района: Белозерский, Боровлянский, Боровской, Вагинский, Кошкинский, Менщиковский, Памятинский, Першинский, Речкинский, Романовский, Скатинский, Скопинский, Слободчиковский, Шмаковский.
Решением Курганского облисполкома от 27 апреля 1964 года упразднён Речкинский сельсовет.
Решением Курганского облисполкома от 29 июня 1964 года переименованы сельсоветы: Менщиковский — в Нижнетобольный, Шмаковский — в Полевской, Конезаводской — в Каширинский.

### С 1965 года
Указом Президиума Верховного Совета РСФСР от 12 января 1965 года Кетовский сельский район преобразован в Кетовский район; в состав вновь образованного Белозерского района переданы сельсоветы: Белозерский, Боровлянский, Боровской, Вагинский, Кошкинский, Нижнетобольный, Памятинский, Першинский, Полевской, Романовский, Скатинский, Скопинский, Слободчиковский; из Притобольного района в Кетовский передан Митинский сельсовет.
Решением Курганского облисполкома от 1 марта 1965 года Чашинский сельсовет переименован в Иковский.
Решением Курганского облисполкома от 14 июня 1967 года образован Черемуховский сельсовет.
Решением Курганского облисполкома от 14 декабря 1971 года образован Лесниковский сельсовет
Решением Курганского облисполкома от 22 декабря 1972 года образованы Садовский и Железнодорожный сельсоветы.
Решением Курганского облисполкома от 6 августа 1979 года переданы Глинский сельсовет в адм. подчинение Октябрьскому райисполкому г. Кургана, Черемуховский сельсовет в адм. подчинение Советскому райисполкому г. Кургана.
Решением Курганского облисполкома от 24 июня 1980 года образован Чашинский сельсовет.
Решением Курганского облисполкома от 25 сентября 1984 года образован Новосидоровский сельсовет.
Решением Курганского облисполкома от 11 октября 1985 года образован Старопросветский сельсовет.
Решением Курганского облисполкома от 28 июня 1989 года образован Светлополянский сельсовет.
Решением Курганского облисполкома от 9 октября 1991 года образован Марковский сельсовет.
Решением Курганского областной Думы от 23 августа 1996 года образованы Ровненский (Ровенский), Становской и Темляковский сельсоветы.
В 1996 году образован Чесноковский сельсовет.
Законами Курганской области от 25 октября 2017 года были упразднены Чашинский, Темляковский и Ровненский сельсоветы.
Законом Курганской области от 5 марта 2022 года № 2 в районе упразднены все сельсоветы, муниципальный район и входившие в его состав сельские поселения были преобразованы путём их объединения к 15 марта 2022 года в муниципальный округ.

## Население
| 1926    | 1959    | 1970    | 1979    | 1989    | 2002    | 2009    |
| ------- | ------- | ------- | ------- | ------- | ------- | ------- |
| 33 813  | ↗39 300 | ↗45 664 | ↗52 673 | ↗53 248 | ↗56 488 | ↗61 585 |
| 2010    | 2011    | 2012    | 2013    | 2014    | 2015    | 2016    |
| ↘55 427 | ↗55 585 | ↗57 840 | ↗59 789 | ↗60 837 | ↗60 962 | ↗61 093 |
| 2017    | 2018    | 2019    | 2020    | 2021    |         |         |
| ↗61 770 | ↗61 829 | ↘61 515 | ↗62 112 | ↘55 099 |         |         |

## Территориальное устройство
В рамках административно-территориального устройства, до 2022 года район делился на административно-территориальные единицы: 25 сельсоветов.
В рамках муниципального устройства, до 2022 года в одноимённый муниципальный район входили 25 муниципальных образований со статусом сельских поселений.
| №         | Муниципальное образование  | Административный центр | Количество населённых пунктов | Население (чел.) | Площадь (км²) |
| --------- | -------------------------- | ---------------------- | ----------------------------- | ---------------- | ------------- |
| 1         | Барабинский сельсовет      | село Бараба            | 2                             | ↗1476            | 76,97         |
| 2         | Большечаусовский сельсовет | село Большое Чаусово   | 4                             | ↗3254            | 198,38        |
| 3         | Введенский сельсовет       | село Введенское        | 5                             | ↗6252            | 56,96         |
| 4         | Железнодорожный сельсовет  | посёлок Введенское     | 2                             | ↗2933            | 5,40          |
| 5         | Иковский сельсовет         | село Иковка            | 2                             | ↘3681            | 4,92          |
| 6         | Каширинский сельсовет      | село Каширино          | 2                             | ↗1443            | 138,60        |
| 7         | Кетовский сельсовет        | село Кетово            | 2                             | ↘9044            | 12,38         |
| 8         | Колесниковский сельсовет   | село Колесниково       | 4                             | ↗1921            | 123,79        |
| 9         | Колташевский сельсовет     | село Колташево         | 6                             | ↗2524            | 134,28        |
| 10        | Лесниковский сельсовет     | село Лесниково         | 5                             | ↘5217            | 17,57         |
| 11        | Марковский сельсовет       | село Марково           | 2                             | ↗547             | 113,09        |
| 12        | Менщиковский сельсовет     | село Менщиково         | 2                             | ↗1765            | 142,08        |
| 13        | Митинский сельсовет        | село Митино            | 2                             | ↗1145            | 92,62         |
| 14        | Новосидоровский сельсовет  | село Новая Сидоровка   | 2                             | ↗2713            | 50,88         |
| 15        | Падеринский сельсовет      | село Падеринское       | 5                             | ↘1439            | 130,37        |
| 16        | Пименовский сельсовет      | село Пименовка         | 1                             | ↗699             | 88,44         |
| 17        | Просветский сельсовет      | село Просвет           | 2                             | ↘3279            | 331,47        |
| 18        | Раковский сельсовет        | село Большое Раково    | 3                             | ↗440             | 53,52         |
| 18.000001 | Ровненский сельсовет       | село Ровная            | 1                             | ↗476             | 124,85        |
| 19        | Садовский сельсовет        | село Садовое           | 4                             | ↗2748            | 160,80        |
| 20        | Светлополянский сельсовет  | посёлок Светлые Поляны | 3                             | ↘815             | 18,45         |
| 21        | Становской сельсовет       | деревня Становая       | 2                             | ↘566             | 73,93         |
| 22        | Старопросветский сельсовет | посёлок Старый Просвет | 2                             | ↘1042            | 697,13        |
| 23        | Сычёвский сельсовет        | село Сычёво            | 2                             | ↘983             | 110,11        |
| 23.000002 | Темляковский сельсовет     | село Темляково         | 2                             | ↘458             | 116,05        |
| 23.000003 | Чашинский сельсовет        | посёлок Чашинский      | 2                             | ↘146             | 2,32          |
| 24        | Чесноковский сельсовет     | село Чесноки           | 1                             | ↘515             | 74,14         |
| 25        | Шмаковский сельсовет       | село Шмаково           | 4                             | ↘1551            | 175,60        |

Законом Курганской области от 6 июля 2004 года в рамках организации местного самоуправления в границах района был создан муниципальный район, в составе которого были выделены 28 сельских поселений (сельсоветов).
Законом Курганской области от 25 октября 2017 года N 86, в состав Иковского сельсовета были включены все два населённых пункта упразднённого Чашинского сельсовета.
Законом Курганской области от 25 октября 2017 года N 87, в состав Барабинского сельсовета были включены оба населённых пункта упразднённого Темляковского сельсовета.
Законом Курганской области от 25 октября 2017 года N 88, в состав Митинского сельсовета было включено единственное село упразднённого Ровненского сельсовета.
Законом Курганской области от 5 марта 2022 года муниципальный район и все входившие в его состав сельские поселения были упразднены и преобразованы путём их объединения в муниципальный округ; помимо этого были упразднены и сельсоветы района как его административно-территориальные единицы.

## Населённые пункты
В Кетовском районе  (муниципальном округе) 76 населённых пунктов (все — сельские).
| №  | Населённый пункт        | Тип                     | Население | Бывшее муниципальное образование |
| -- | ----------------------- | ----------------------- | --------- | -------------------------------- |
| 1  | Балки                   | посёлок                 | ↗445      | Лесниковский сельсовет           |
| 2  | Бараба                  | село                    | ↘696      | Барабинский сельсовет            |
| 3  | Белый Яр                | деревня                 | ↗226      | Большечаусовский сельсовет       |
| 4  | Большое Раково          | село                    | ↘447      | Раковский сельсовет              |
| 5  | Большое Чаусово         | село                    | ↗2026     | Большечаусовский сельсовет       |
| 6  | Борки                   | деревня                 | ↗82       | Падеринский сельсовет            |
| 7  | Введенское              | посёлок                 | ↗2354     | Железнодорожный сельсовет        |
| 8  | Введенское              | село                    | ↗5619     | Введенский сельсовет             |
| 9  | Вятка                   | деревня                 | ↘13       | Раковский сельсовет              |
| 10 | Галаево                 | деревня                 | ↘139      | Шмаковский сельсовет             |
| 11 | Галишово                | деревня                 | ↘475      | Менщиковский сельсовет           |
| 12 | Галкино 2-е             | деревня                 | ↗25       | Падеринский сельсовет            |
| 13 | Горелый Михаль          | посёлок                 | ↘15       | Старопросветский сельсовет       |
| 14 | Грачево                 | деревня                 | ↘237      | Колташевский сельсовет           |
| 15 | Залесовский             | посёлок                 | ↗320      | Колташевский сельсовет           |
| 16 | Зелёный                 | посёлок                 | ↗113      | Иковский сельсовет               |
| 17 | Зелёный Лог             | посёлок                 | ↘25       | Колташевский сельсовет           |
| 18 | Иковка                  | село                    | ↘3461     | Иковский сельсовет               |
| 19 | Илецкий                 | посёлок                 | ↘6        | Иковский сельсовет               |
| 20 | Казарма 338 км          | железнодорожная станция | ↘16       | Просветский сельсовет            |
| 21 | Каширино                | село                    | ↘1338     | Каширинский сельсовет            |
| 22 | Кетово                  | село                    | ↗8447     | Кетовский сельсовет              |
| 23 | Козлово                 | деревня                 | ↘167      | Становской сельсовет             |
| 24 | Колесниково             | село                    | ↗734      | Колесниковский сельсовет         |
| 25 | Колташево               | село                    | ↗1184     | Колташевский сельсовет           |
| 26 | Конево-Казанцева        | деревня                 | ↘23       | Шмаковский сельсовет             |
| 27 | Костоусово              | деревня                 | ↗45       | Падеринский сельсовет            |
| 28 | Кривина                 | деревня                 | ↗54       | Колташевский сельсовет           |
| 29 | Кропани                 | село                    | ↗621      | Новосидоровский сельсовет        |
| 30 | Кропанка                | деревня                 | ↘430      | Садовский сельсовет              |
| 31 | Крюково                 | посёлок                 | 389       | Лесниковский сельсовет           |
| 32 | Куртамыш                | деревня                 | ↘24       | Раковский сельсовет              |
| 33 | Лаптева                 | деревня                 | ↘243      | Барабинский сельсовет            |
| 34 | Лесниково               | село                    | ↘3766     | Лесниковский сельсовет           |
| 35 | Лесной                  | посёлок                 | ↘51       | Марковский сельсовет             |
| 36 | Лиственная              | деревня                 | ↘51       | Митинский сельсовет              |
| 37 | Логовушка               | посёлок                 | ↘196      | Сычёвский сельсовет              |
| 38 | Логоушка                | деревня                 | ↘420      | Введенский сельсовет             |
| 39 | Лукино                  | деревня                 | ↗214      | Колесниковский сельсовет         |
| 40 | Малиновка               | посёлок                 | ↘58       | Введенский сельсовет             |
| 41 | Марково                 | село                    | ↘571      | Марковский сельсовет             |
| 42 | Марково                 | железнодорожная станция | ↘36       | Светлополянский сельсовет        |
| 43 | Медвежанка              | посёлок                 | →0        | Введенский сельсовет             |
| 44 | Менщиково               | село                    | ↘1268     | Менщиковский сельсовет           |
| 45 | Митино                  | село                    | ↘607      | Митинский сельсовет              |
| 46 | Нефтяников              | посёлок                 | ↘240      | Колесниковский сельсовет         |
| 47 | Новая Затобольная       | деревня                 | ↗149      | Барабинский сельсовет            |
| 48 | Новая Сидоровка         | село                    | ↘1893     | Новосидоровский сельсовет        |
| 49 | Новое Лушниково         | деревня                 | ↗269      | Падеринский сельсовет            |
| 50 | Новокомогоровка         | деревня                 | ↘138      | Садовский сельсовет              |
| 51 | Орловка                 | деревня                 | ↘144      | Шмаковский сельсовет             |
| 52 | Падеринское             | село                    | ↗903      | Падеринский сельсовет            |
| 53 | Патронная               | деревня                 | ↗84       | Колесниковский сельсовет         |
| 54 | Передергина             | деревня                 | ↗136      | Большечаусовский сельсовет       |
| 55 | Пименовка               | село                    | ↗699      | Пименовский сельсовет            |
| 56 | Платформа 2349 километр | железнодорожная станция | ↘17       | Железнодорожный сельсовет        |
| 57 | Придорожный             | посёлок                 | ↗621      | Кетовский сельсовет              |
| 58 | Просвет                 | село                    | ↗3149     | Просветский сельсовет            |
| 59 | Ровная                  | село                    | ↗476      | Митинский сельсовет              |
| 60 | Романовка               | деревня                 | ↘113      | Садовский сельсовет              |
| 61 | Садовое                 | село                    | ↗1938     | Садовский сельсовет              |
| 62 | Санаторная              | деревня                 | ↗334      | Лесниковский сельсовет           |
| 63 | Светлые Поляны          | посёлок                 | ↗697      | Светлополянский сельсовет        |
| 64 | Северное                | деревня                 | ↘25       | Каширинский сельсовет            |
| 65 | Снежная                 | деревня                 | ↘66       | Светлополянский сельсовет        |
| 66 | Становая                | деревня                 | ↘441      | Становской сельсовет             |
| 67 | Старый Просвет          | посёлок                 | ↘1106     | Старопросветский сельсовет       |
| 68 | Сычёво                  | село                    | ↘764      | Сычёвский сельсовет              |
| 69 | Темляково               | село                    | ↘373      | Барабинский сельсовет            |
| 70 | Усть-Утяк               | посёлок                 | ↗456      | Лесниковский сельсовет           |
| 71 | Чашинский               | посёлок                 | ↘143      | Иковский сельсовет               |
| 72 | Чернавский              | посёлок                 | ↗191      | Введенский сельсовет             |
| 73 | Чесноки                 | село                    | ↘515      | Чесноковский сельсовет           |
| 74 | Чистопрудный            | посёлок                 | ↘25       | Большечаусовский сельсовет       |
| 75 | Шкодинское              | деревня                 | ↗252      | Колташевский сельсовет           |
| 76 | Шмаково                 | село                    | ↘1319     | Шмаковский сельсовет             |

## Экономика
Основу экономики района составляет сельскохозяйственное производство. Наиболее значительные по объёмам производимой продукции предприятия района: птицефабрика «Боровская», специализированная на производстве мяса птицы; ЗАО «Менщиковское» и ОПХ «Садовое», которые занимаются выращиванием сельскохозяйственных культур (в основном зерновых), производством мяса и молока. ООО "Фирма «Подсолнечник» изготовляет подсолнечное масло. Знаменито своей продукцией ЗАО «Картофель», занимающееся выращиванием и обработкой овощей.

## Образование и здравоохранение
На территории района расположена Курганская сельскохозяйственная академия им. Т. С. Мальцева и главная лаборатория земледелия — Курганский научно-исследовательский институт сельского хозяйства.
В санатории «Лесники» поправляют своё здоровье жители не только Зауралья, но и других регионов России.

## Гидросеть
Гидросеть района представлена следующими реками: Тобол, Юргамыш, Ик, Утяк, Михаль, Средний Утяк, Чёрная, Нижний Утяк, Отнога (ок. с. Новое Лушниково), Отнога (ок. д. Козлово), Ветельная, Пикушка. Почти все реки (кроме Михаля, Пикушки и Отног) впадают в Тобол. Михаль впадает в реку Ик, Отнога (Новое Лушниково) — в Средний Утяк, Отнога (Козлово) — в Утяк, Пикушка — в озеро Щучье (Кетово).

## Туристические достопримечательности

### Памятник природы «Просветский дендрарий»
Памятник природы «Просветский дендрарий» расположен на территории Старопросветского сельсовета. Он закреплён за Государственным казённым учреждением «Территориальный государственный экологический фонд Курганской области» (ГКУ «Экофонд»). Площадь дендрария около 1 км2. Недалеко от автобусной остановки стоит памятник воинам землякам, погибшим в годы Великой Отечественной войны. Координаты памятника № 55°36.049' E 65°02.777'.
1 сентября 1893 г. в г. Кургане при уездном лесничестве была открыта Лесная школа. Будущим специалистам требовался лесной питомник — база для прохождения практики. С 28 апреля по 3 мая 1894 г. было положено начало закладки дендрария по инициативе первого курганского лесничего Виктора Александровича Энгельфельда, под руководством преподавателя лесной школы Виктора Михайловича Кевдина. В питомнике выращивали не только местные виды, но и растения, выписанные из других губерний России и даже из-за границы. В 1898 году преподаватель Курганской лесной школы Александр Александрович Наумов предложил именовать производственно-техническую базу школы вместо «Крутой лог» — «Лесной Просвет». До 1910 года здание лесной школы находилось в городе Кургане. 4 сентября 1910 года распоряжением Лесного Департамента было дано «разрешение построить новые дома со служебными и приспособить старые здания в Илецко-Иковской даче для помещения Курганской лесной школы». Новое здание лесной школы находилось в Илецко-Иковской казённой даче Курганского лесничества кордон Лесной Просвет в 27 верстах от станции Курган Омской железной дороги.
17 сентября 2010 года в п. Старый Просвет был открыт Музей леса.
На левом берегу реки Ик расположен заболоченный сосново-березовый и мелколиственный лес с произрастанием лиственницы сибирской естественного происхождения. Возраст отдельных деревьев превышает 200 лет. Сложившееся здесь сообщество является очень редким для лесостепи.

### Базы отдыха
- Санаторий «Лесники», п. Усть-Утяк
- База отдыха «Болдинцево», д. Лукино
- База отдыха «Баден-Баден», термальный бассейн, д. Лукино (пос. Европейский)
- База отдыха «Рощино», зоопарк (страусиная ферма, еноты полоскуны, пятнистые олени, маралы и др.), д. Лукино
- База отдыха «Территория Щастья», с. Кетово (снт Южный)
- База отдыха «Тобол», с. Темляково
- Частная конюшня «Ранчо Лукино», д. Лукино
- Конный двор «Перстень», с. Шмаково

## Пресса
С 31 января 1920 года издвавлась газета «Красный Курган». Это был печатный орган Курганского уездного комитета РКП(б), уездного исполкома и политотдела 5-й стрелковой дивизии. С 11 декабря 1823 года и до конца 1930 года газета «Красный Курган» была органом Курганского окружного комитета партии, окрисполкома и окрпрофсовета. 1 октября 1930 года округа были ликвидированы, и газета «Красный Курган» стала органом Курганского райкома ВКП(б), райисполкома и райпрофсовета. После образования 6 февраля 1943 года Курганской области газета обрела статус областной. С 21 июля 1959 года до 9 сентября 1994 года называлась «Советское Зауралье». Ныне газета носит название «Новый мир».
С 1945 года в Курганском районе издавалась газета «Курганский колхозник», с 1958 года называлась «Новая жизнь», с 1962 года — «Ленинский путь». 3 марта 1964 года Курганский сельский район переименован в Кетовский сельский район. В 1992 году газета «Ленинский путь» переименована в «Собеседник».
С 14 марта 1944 года в Кетовском районе издавалась газета «Красное знамя». В 1959 году Кетовский район был упразднён, его территория вошла в состав Курганского района.

## Пенитенциарные учреждения
- Исправительная колония ФКУ «ИК № 2 УФСИН России по Курганской области». Режим содержания: строгий для впервые осуждённых к лишению свободы со строгим режимом содержания. Лимит наполнения: 1250 человек. Образована в 1974 году, ст. Просвет.
- Исправительная колония ФКУ «ИК № 6 УФСИН России по Курганской области». Лимит наполнения: 2044 человека. Образована в 1933 году, пос. Иковка.

## Известные жители
- Герои Советского Союза, родившийся на этой территории: А.Я Киселёв (1907—1945), Т.Н. Орлов (1915—1943), Е.Н. Печёнкин (1917—1945)
- Герои Социалистического Труда, родившиеся на этой территории: А.М. Демешкина (1914—1990), В.С. Епишев (1925—1999), А.Н. Менщиков (1938—2020)
- Герои Российской Федерации, родившиеся на этой территории: А.В. Тюнин (1969—2001)

### Руководители органов исполнительной власти

#### Председатель исполнительного комитета Кетовского районного Совета народных депутатов
- 1988 — декабрь 1991 — Наветкин Николай Иванович

#### Глава Администрации Кетовского района
- декабрь 1991 — 5 февраля 1996 — Наветкин Николай Иванович
- ноябрь 1996 — ноябрь 2000 — Банарь Иван Данилович
- ноябрь 2000 — ноябрь 2004 — Наветкин Николай Иванович

#### Глава Кетовского района
- ноябрь 2004 — ноябрь 2014 — Кокорин Сергей Аркадьевич, избран 28 ноября 2004 и 11 октября 2009
- ноябрь 2014 — 26 октября 2017 — Носков Александр Васильевич, избран 16 ноября 2014; запрет занимать руководящие должности по решению суда[31]
- 8 ноября 2017 — 17 января 2018 — и. о. Язовских Олег Николаевич
- 17 января 2018 — 2 октября 2019 — Архипов Владимир Викторович, сложил полномочия
- 2 октября 2019 — 12 декабря 2019 — и. о. Дударев Виктор Васильевич
- 12 декабря 2019 — 2 июля 2021 — Дудин Сергей Анатольевич, сложил полномочия
- 2 июля 2021 — 14 января 2022 — и. о. Дружков Андрей Владимирович, сложил полномочия
- 14 января 2022 — 15 января 2022 — и. о. Корюкина Ирина Владимировна, сложила полномочия[32]
- 15 января 2022 — 1 сентября 2022 — и. о. Язовских Олег Николаевич, с 1 сентября 2022 года — председатель ликвидационной комиссии; юридическое лицо Администрация Кетовского района (ИНН 4510000439) находится в стадии ликвидации[33]. Юридическое лицо ликвидировано 1 февраля 2024 года.

#### Глава Кетовского муниципального округа Курганской области
19 сентября 2022 года зарегистрирована Администрация Кетовского муниципального округа Курганской области (ИНН 4500004032) 
- с 19 сентября 2022 — Язовских Олег Николаевич, избран 31 августа 2022 года[34],  14 сентября 2022 года состоялась церемония инаугурации[35]

### Руководители органов законодательной власти

#### Председатель Кетовской районной Думы
Кетовская районная Дума была сформировано в 1996 году в соответствии с Законом Курганской области от 05 февраля 1996 года № 37 «О местном самоуправлении в Курганской области» и Законом Курганской области от 22 июля 1996 года № 67 «О выборах депутатов представительных органов местного самоуправления Курганской области». В соответствии с Уставом района были избраны 15 депутатов. 
- I созыв (выборы 24 ноября 1996 — 2000) — Банарь Иван Данилович
- II созыв (выборы 26 ноября 2000 — 2004) — Наветкин Николай Иванович
- III созыв (выборы 28 ноября 2004 — 2010) — Грачев Александр Владиславович
- IV созыв (выборы 14 марта 2010 — 2015) — Грачев Александр Владиславович
- V созыв (выборы 13 сентября 2015 — 2020) — Корепин Василий Николаевич
- VI созыв (выборы 13 сентября 2020 — 2022) — Воинков Леонид Николаевич; с 15 июля 2023 года — председатель ликвидационной комиссии, юридическое лицо Кетовская районная Дума (ИНН 4510021157) ликвидировано 5 апреля 2023 года.

#### Председатель Думы Кетовского муниципального округа
13 июля 2022 года зарегистрирована Дума Кетовского муниципального округа Курганской области (ИНН 4500002074)
- I созыв (выборы 26 июня 2022 — 2027) — Воинков Леонид Николаевич